# Królowa aniołów
Królowa aniołów – polski melodramat z 1999 roku. Zdjęcia rozpoczęto 8 września 1998.

## Obsada aktorska
- Gabriela Muskała – Maria
- Mariusz Jakus – lekarz Jakub/ksiądz Jakub Kruk
- Zofia Rysiówna – dziedziczka Elżbieta Skłodowska
- Dorota Pomykała – Anna Skłodowska, córka Elżbiety
- Marta Neuman – Cecylka, służąca w domu Skłodowskiej
- Barbara Wałkówna – kucharka Zofia
- Bohdan Wróblewski – ksiądz Wacław
- Władysław Kowalski – ojciec Jakuba
- Adrianna Jaroszewicz – pielęgniarka

## Fabuła
Akcja filmu toczy się w dwóch przestrzeniach czasowych. Historia współczesna opowiada o przechodzącym kryzys związku lekarza Jakuba z nauczycielką Marią. Podczas nocnego dyżuru Jakub próbuje uspokoić chłopczyka. Przeżywa wstrząs, który popycha go w wewnętrzną podróż w czas przeszły, w regiony dzieciństwa, do genezy jego lęków i frustracji. Druga historia tocząca się równocześnie z pierwszą trwa w XIX wieku w dworze szlacheckim, gdzie Maria opiekuje się schorowaną dziedziczką Elżbietą. Córka Elżbiety, Zofia spodziewa się dziecka.